# Newbiggin-by-the-Sea
Newbiggin ist eine Kleinstadt (Town) mit gut 6000 Einwohnern in Northumberland im Nordosten Englands, Vereinigtes Königreich.

## Geographie

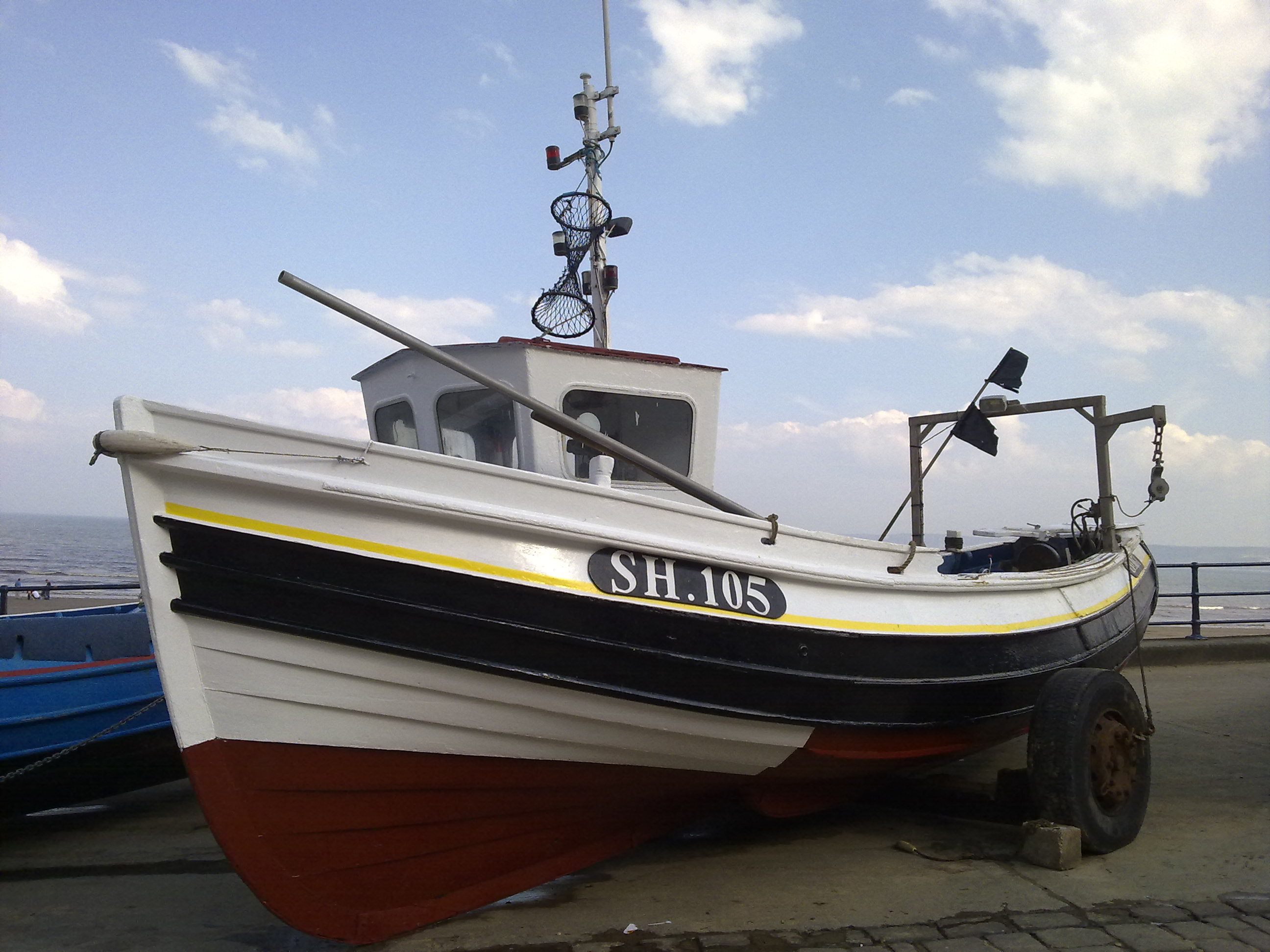
Coble Boat

Der Ort liegt mit einem kleinen Fischereihafen, in dem es noch heute traditionelle Fischerboote (Cobles) gibt, direkt an der Nordseeküste.

## Etymologie des Namens
Der Name setzt sich aus dem angelsächsischen NiWe und dem mittelenglischen bigging zusammen und bedeutet Neuhaus (mit dem späteren Zusatz an der See).

## Geschichte
Das zwei Kilometer nördlich gelegene Dorf Woodhorn wird unter dem Namen Wucestre bereits 737 als Mitgift an das Bistum Lindisfarne erwähnt.
In Newbiggin selbst gab es jahrhundertelang nur eine Kapelle mit einem Turm, der als Leuchtfeuer diente.
Im 13. Jahrhundert erteilte Heinrich III. Marktrechte und im 14. Jahrhundert stieg der Ort unter Eduard III. sogar zum drittwichtigsten Getreidehafen nach London und Hull bei der Versorgung im Krieg gegen Schottland auf.
Im viktorianischen 19. Jahrhundert wuchs zunächst die Beliebtheit des Strandes für Hunderte von Badegästen, später gewann auch der Hafen weiter an Bedeutung durch ein im 3 Kilometer westlich gelegenen Ashington eröffneten Kohlebergwerk und durch eine im 3 Kilometer nördlich gelegenen Lynemouth betriebene Aluminiumhütte.

## Sehenswürdigkeiten

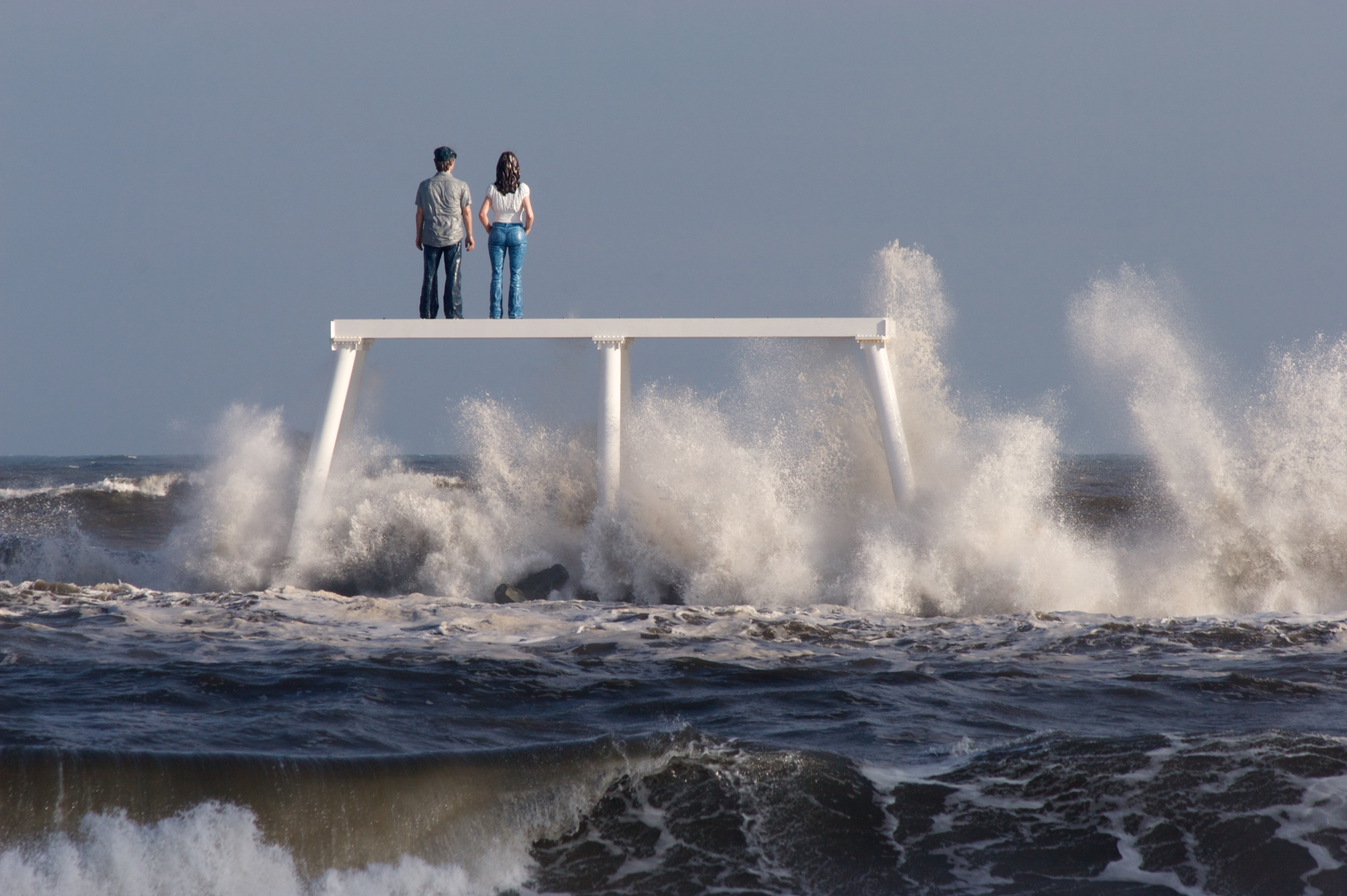
Couple

Die im 13. Jahrhundert entstandene und 1912 wiederaufgebaute Pfarrkirche St. Bartholomew liegt nördlich der Promenade direkt an der Küste.
Nach einem Schiffsunglück 1851, bei dem zehn Fischer in stürmischer See ertranken, wurde im hiesigen Hafen der mittlerweile älteste aktive Standort für Rettungsboote auf den Britischen Inseln errichtet.
Vor der Küste steht seit 2007 die Skulptur Couple von Sean Henry.

## Wirtschaft
Nach dem Ende des Bergbaus 1988 und der Aluminiumhütte 2012 ist die Bedeutung des Hafens nur noch gering. Die längste Promenade in Northumberland bietet dafür viel Raum, die Zugpassage von Nordsee-Seevögeln im Frühjahr und im Herbst zu beobachten.

## Politik
Von 1974 bis 2009 war Newbiggin-by-the-Sea Teil des Districts Wansbeck, benannt nach dem gleichnamigen Fluss, der 3 Kilometer südlich von Newbiggin in dei Nordsee mündet. Obwohl der District mittlerweile in die Unitary Authority Northumberland aufgegangen ist, besteht der traditionell von Labour gehaltene Wahlkreis als einer von vier in Northumberland weiterhin.

### Städtepartnerschaft
Newbiggin-by-the-Sea setzt zusammen mit dem benachbarten Ashington die von 1978 bis zur Auflösung von Wansbeck 2009 bestehende Städtepartnerschaft mit Remscheid (Nordrhein-Westfalen) fort.

## Persönlichkeiten
- John Braine (1922–1986), Autor
- David Loggie (* 1957), Fußballspieler